# Гесс, Карл Адольф Генрих

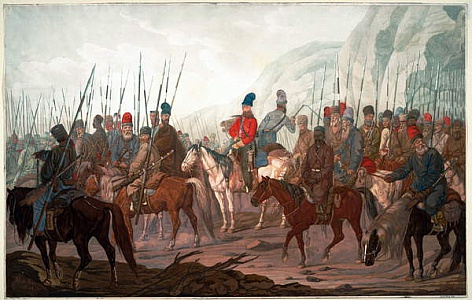
Поход уральских казаков через Богемию. 1799 г.

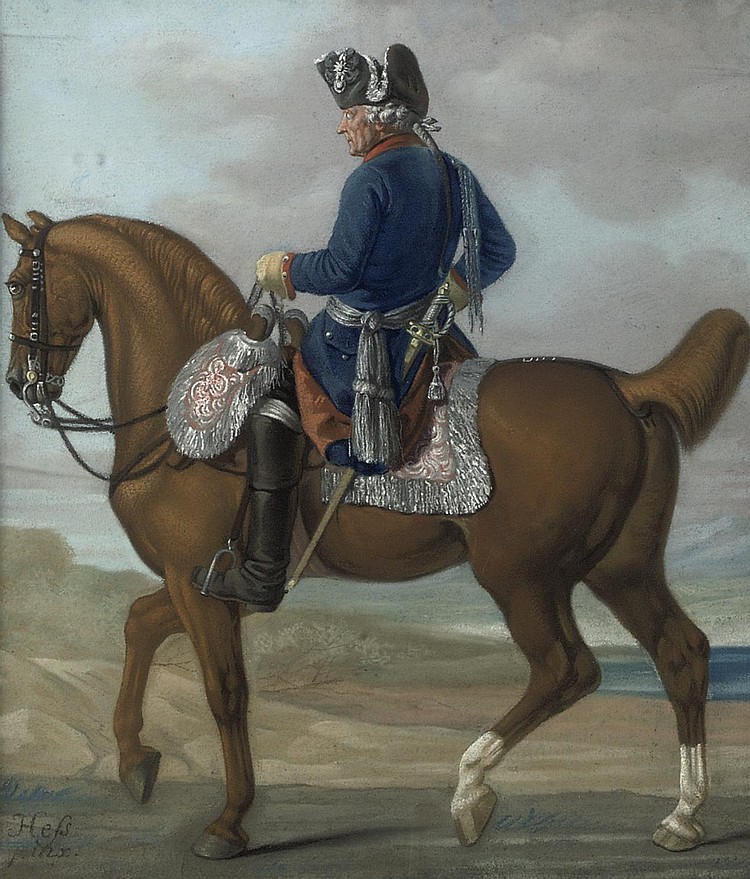
Фридрих II, король Пруссии

Карл Адольф Генрих Гесс (нем. Carl Adolph Heinrich Heß; 1769, Дрезден — 3 июля 1849, Вена) — немецкий художник-анималист, баталист, педагог.
Учился гравюре на меди у Крюгера. Получил образование отчасти у Клосса,  изучал работы старых мастеров в Дрезденской галерее. В 1796 году всеобщее внимание привлекла его большая картина маслом «Атака саксонских драгун на французскую пехоту». Ещё большей популярностью пользовалось его полотно «Поход уральских казаков через Богемию» (1799).
Позже путешествовал по России, Венгрии, Турции и Британии, изучая разные породы лошадей, достиг мастерства в их изображении. Справочник Мейера 1888 года хвалит его картины следующими словами: «Немногие другие художники продемонстрировали такое глубокое понимание пород лошадей в их связи с людьми и страной, как Гесс, чьи картины также превосходны в отношении фона и человеческих фигур»
С 1808 года проживал в Вене, где работал преподавателем Академии художеств. В 1825 году издал сборник литографий в натуральную величину с изображениями голов лошадей. Оставил многочисленные картины, в основном, батальные, для которых наполеоновские войны дали ему богатый материал,  написанные пастелью, акварелью, мелом и т. д.
Был почётным членом Берлинской академии искусств.
Умер 3 июля 1849 года в Вильгельмсдорфе близ Вены.

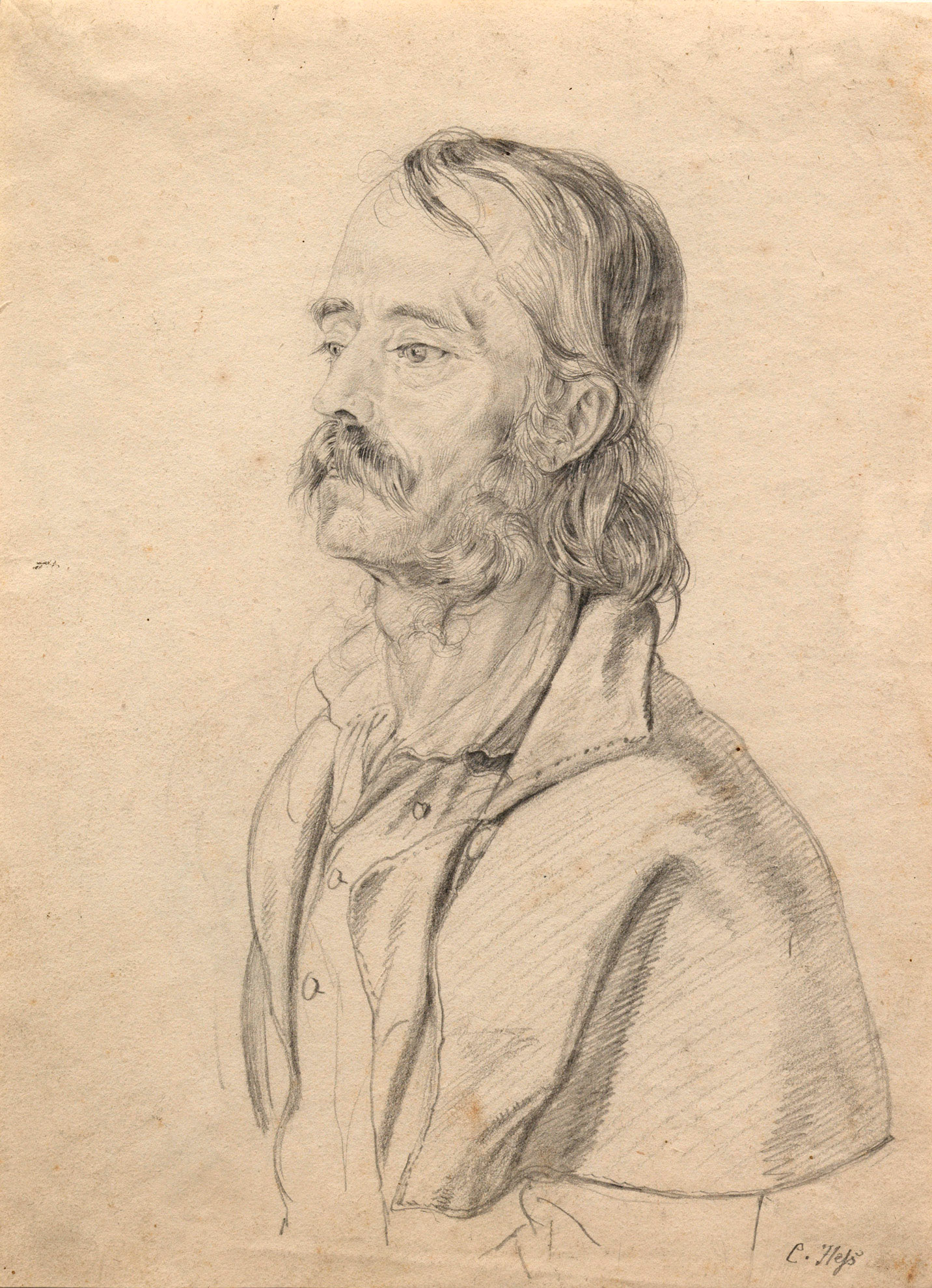
Мужской портрет
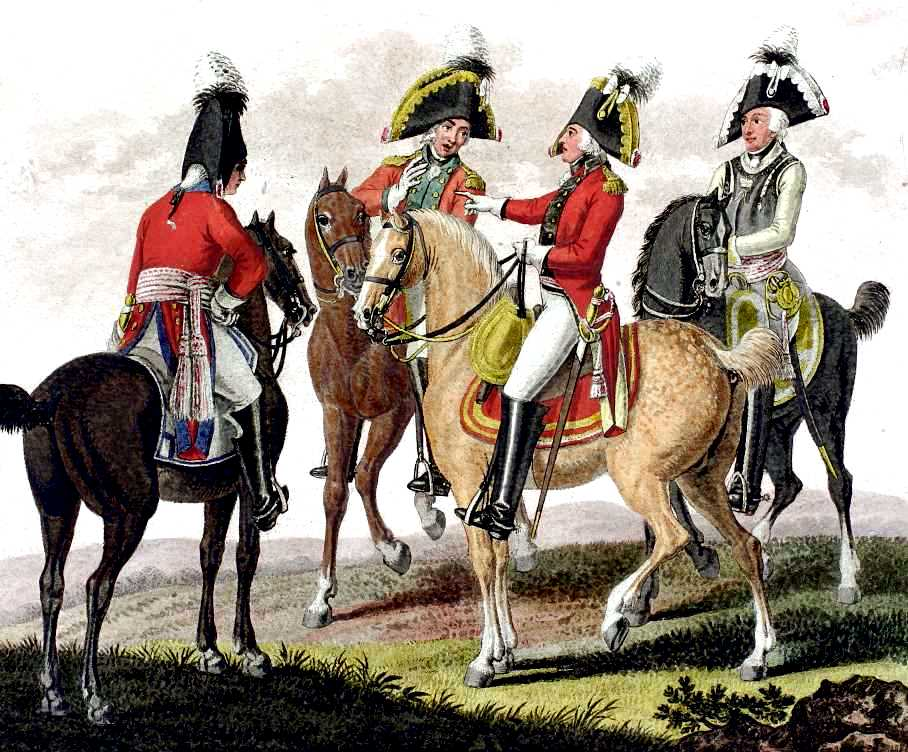
Саксонская армия — шеволегеры и тяжелая кавалерия 1806
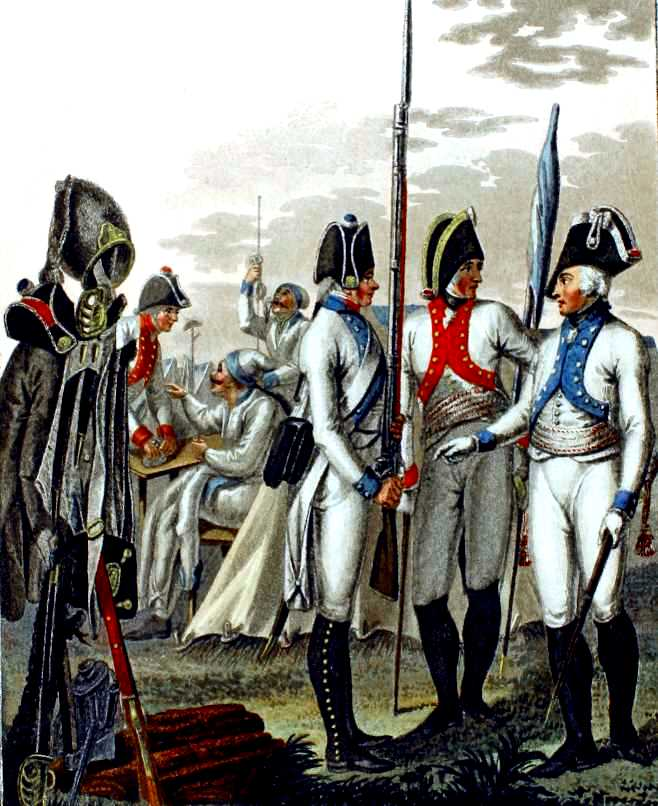
Пехота Саксонской армии. 1806